# Panait Mihăilescu
Panait Mihăilescu (n. 1884 - d. 1967) a fost un pictor și grafician român. A terminat facultatea de arte plastice în 1909 și a fost profesor de desen inițial în Câmpulung și ulterior la liceele Titu Maiorescu și Mihai Eminescu din București.

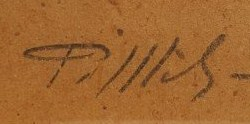
Semnătură

A fost unul din membrii fondatori ai Asociației artistice în 1913. În februarie 1938 a fost inclus pe tabloul gravorilor și desenatorilor autorizați. În paralel participă cu lucrări la saloanele vremii. A realizat printre altele ilustrații pentru opere de Mihai Eminescu precum Sărmanul Dionis și Luceafărul. 
În septembrie 1944 era programată o expoziție personală pentru care pregătise 80 de lucrări, dar studioul și tablourile au fost distruse într-un bombardament al Bucureștiului de către aviația germană.
După război, din motive politice, nu a mai participat la viața artistică publică. A decedat în 1967. A fost căsătorit, fără copii. Se semna „P. Mih”.
Un număr de 13 lucrări se află în colecția Mihai Tican Rumano din Berevoiești. Fotografii ale altor lucrări sunt disponibile online. 